# Боярский, Александр Сергеевич
Алекса́ндр Серге́евич Боя́рский (10 июля 1938, Ленинград, РСФСР, СССР — 8 сентября 1980, Золотые Пески, НРБ) — советский театральный актёр.

## Биография
Александр Боярский родился 10 июля 1938 года в Ленинграде, в актёрской семье Сергея и Эльги Боярских. После развода родителей остался с матерью. Старший единокровный брат российского актёра Михаила Боярского (см. Боярские).
С 1947 года жил вместе с матерью в Сочи. Окончил Елгавскую среднюю школу (1956) и Ленинградский театральный институт имени А. Н. Островского (1961).
По воспоминаниям Михаила Боярского, у Александра от рождения был неправильный прикус, и его не взяли с первой попытки в театральный институт, сказав, что сначала нужно избавиться от цвяга (когда буквы «ц» и «с» произносятся свистяще). Александр устроился грузчиком в Пушкинский театр, а по ночам тренировался, читал вслух, борясь с дефектом речи.
После окончания института работал в Театре им. Ленсовета у Игоря Владимирова. Потом перешёл в Российский государственный академический театр драмы им. А. С. Пушкина (Александринский театр).
С 1964 года актёр труппы Рижского театра русской драмы. Снимался в небольших и эпизодических ролях в фильмах Рижской киностудии, «Ленфильма» и некоторых других студий.
Погиб 8 сентября 1980 года на 43-м году жизни во время отдыха на курорте Золотые пески в Болгарии во время гастролей театра — плавал во время шторма и утонул, перенеся сердечный приступ. Похоронен в Риге на Лесном кладбище.

## Семья
Прадед — Иван Иванович Сегенюк, псаломщик. Прабабушка — Феликса Венедиктовна Сегенюк (Боярская), из польских православных дворян, предположительно из харьковской ветви рода Боярских.
Двоюродный дед — Иван Сегенюк, участник Первой мировой войны, затем служил в Красной армии, в 1921 был командиром 8-й батареи воздушной бригады.
Дед — Александр Боярский (Сегенюк) (17.05.1885 — 9.09.1937), митрополит обновленцев. Бабушка — Екатерина Николаевна Боярская (Бояновская) (1887—1956), дочь директора государственного банка Николая Игнатьевича Бояновского. В 1946—1956 годы преподавала английский и французский языки в Ленинградской духовной академии.
Дяди — Алексей Боярский — актёр театра и кино. Павел Боярский — инженер, участник Великой Отечественной войны.
Отец — Сергей Боярский (31.12.1916 — 1.03.1976) — актёр театра и кино. Мать — Элга Аугустовна Крустиньсоне (1917—1975) — актриса театра и кино. Похоронена в Риге на Лесном кладбище.
Жена — Ольга Разумовская — актриса театра и кино. Дочь — Эльга Боярская (род. 1977).
Мачеха — Екатерина Михайловна Мелентьева (1920—1992) — актриса театра и кино.
Единокровный брат — Михаил Боярский (род. 26.12.1949) — народный артист РСФСР.
Дядя — Николай Боярский (10.12.1922 — 7.10.1988) — народный артист РСФСР, участник Великой Отечественной войны.
Двоюродный брат — Олег Штыкан (род. 18.11.1945). Двоюродная сестра — Екатерина Боярская — театровед, литератор, автор книги «Театральная династия Боярских».
|                  |                  |                  |                  |                  |                  |  |  |                   |                   |                   |                   |                   |                   |  |  | Александр Боярский (1885—1937) | Александр Боярский (1885—1937) | Александр Боярский (1885—1937) | Александр Боярский (1885—1937) | Александр Боярский (1885—1937) | Александр Боярский (1885—1937) |  |  | Екатерина Бояновская (1887—1956) | Екатерина Бояновская (1887—1956) | Екатерина Бояновская (1887—1956) | Екатерина Бояновская (1887—1956) | Екатерина Бояновская (1887—1956) | Екатерина Бояновская (1887—1956) |  |  |                                |                                |                                |                                |                                |                                |  |  |                              |                              |                              |                              |                              |                              |
|                  |                  |                  |                  |                  |                  |  |  |                   |                   |                   |                   |                   |                   |  |  | Александр Боярский (1885—1937) | Александр Боярский (1885—1937) | Александр Боярский (1885—1937) | Александр Боярский (1885—1937) | Александр Боярский (1885—1937) | Александр Боярский (1885—1937) |  |  | Екатерина Бояновская (1887—1956) | Екатерина Бояновская (1887—1956) | Екатерина Бояновская (1887—1956) | Екатерина Бояновская (1887—1956) | Екатерина Бояновская (1887—1956) | Екатерина Бояновская (1887—1956) |  |  |                                |                                |                                |                                |                                |                                |  |  |                              |                              |                              |                              |                              |                              |
|                  |                  |                  |                  |                  |                  |  |  |                   |                   |                   |                   |                   |                   |  |  |                                |                                |                                |                                |                                |                                |  |  |                                  |                                  |                                  |                                  |                                  |                                  |  |  |                                |                                |                                |                                |                                |                                |  |  |                              |                              |                              |                              |                              |                              |
|                  |                  |                  |                  |                  |                  |  |  |                   |                   |                   |                   |                   |                   |  |  |                                |                                |                                |                                |                                |                                |  |  |                                  |                                  |                                  |                                  |                                  |                                  |  |  |                                |                                |                                |                                |                                |                                |  |  |                              |                              |                              |                              |                              |                              |
| Алексей Боярский | Алексей Боярский | Алексей Боярский | Алексей Боярский | Алексей Боярский | Алексей Боярский |  |  | Павел Боярский    | Павел Боярский    | Павел Боярский    | Павел Боярский    | Павел Боярский    | Павел Боярский    |  |  | Сергей Боярский (1916—1976)    | Сергей Боярский (1916—1976)    | Сергей Боярский (1916—1976)    | Сергей Боярский (1916—1976)    | Сергей Боярский (1916—1976)    | Сергей Боярский (1916—1976)    |  |  | Екатерина Мелентьева (1920—1992) | Екатерина Мелентьева (1920—1992) | Екатерина Мелентьева (1920—1992) | Екатерина Мелентьева (1920—1992) | Екатерина Мелентьева (1920—1992) | Екатерина Мелентьева (1920—1992) |  |  | Николай Боярский (1922—1988)   | Николай Боярский (1922—1988)   | Николай Боярский (1922—1988)   | Николай Боярский (1922—1988)   | Николай Боярский (1922—1988)   | Николай Боярский (1922—1988)   |  |  | Лидия Штыкан (1922—1982)     | Лидия Штыкан (1922—1982)     | Лидия Штыкан (1922—1982)     | Лидия Штыкан (1922—1982)     | Лидия Штыкан (1922—1982)     | Лидия Штыкан (1922—1982)     |
| Алексей Боярский | Алексей Боярский | Алексей Боярский | Алексей Боярский | Алексей Боярский | Алексей Боярский |  |  | Павел Боярский    | Павел Боярский    | Павел Боярский    | Павел Боярский    | Павел Боярский    | Павел Боярский    |  |  | Сергей Боярский (1916—1976)    | Сергей Боярский (1916—1976)    | Сергей Боярский (1916—1976)    | Сергей Боярский (1916—1976)    | Сергей Боярский (1916—1976)    | Сергей Боярский (1916—1976)    |  |  | Екатерина Мелентьева (1920—1992) | Екатерина Мелентьева (1920—1992) | Екатерина Мелентьева (1920—1992) | Екатерина Мелентьева (1920—1992) | Екатерина Мелентьева (1920—1992) | Екатерина Мелентьева (1920—1992) |  |  | Николай Боярский (1922—1988)   | Николай Боярский (1922—1988)   | Николай Боярский (1922—1988)   | Николай Боярский (1922—1988)   | Николай Боярский (1922—1988)   | Николай Боярский (1922—1988)   |  |  | Лидия Штыкан (1922—1982)     | Лидия Штыкан (1922—1982)     | Лидия Штыкан (1922—1982)     | Лидия Штыкан (1922—1982)     | Лидия Штыкан (1922—1982)     | Лидия Штыкан (1922—1982)     |
|                  |                  |                  |                  |                  |                  |  |  |                   |                   |                   |                   |                   |                   |  |  |                                |                                |                                |                                |                                |                                |  |  |                                  |                                  |                                  |                                  |                                  |                                  |  |  |                                |                                |                                |                                |                                |                                |  |  |                              |                              |                              |                              |                              |                              |
|                  |                  |                  |                  |                  |                  |  |  |                   |                   |                   |                   |                   |                   |  |  |                                |                                |                                |                                |                                |                                |  |  |                                  |                                  |                                  |                                  |                                  |                                  |  |  |                                |                                |                                |                                |                                |                                |  |  |                              |                              |                              |                              |                              |                              |
|                  |                  |                  |                  |                  |                  |  |  | Ольга Разумовская | Ольга Разумовская | Ольга Разумовская | Ольга Разумовская | Ольга Разумовская | Ольга Разумовская |  |  | Александр Боярский (1938—1980) | Александр Боярский (1938—1980) | Александр Боярский (1938—1980) | Александр Боярский (1938—1980) | Александр Боярский (1938—1980) | Александр Боярский (1938—1980) |  |  | Михаил Боярский (род. 1949)      | Михаил Боярский (род. 1949)      | Михаил Боярский (род. 1949)      | Михаил Боярский (род. 1949)      | Михаил Боярский (род. 1949)      | Михаил Боярский (род. 1949)      |  |  | Лариса Луппиан (род. 1953)     | Лариса Луппиан (род. 1953)     | Лариса Луппиан (род. 1953)     | Лариса Луппиан (род. 1953)     | Лариса Луппиан (род. 1953)     | Лариса Луппиан (род. 1953)     |  |  | Екатерина Боярская           | Екатерина Боярская           | Екатерина Боярская           | Екатерина Боярская           | Екатерина Боярская           | Екатерина Боярская           |
|                  |                  |                  |                  |                  |                  |  |  | Ольга Разумовская | Ольга Разумовская | Ольга Разумовская | Ольга Разумовская | Ольга Разумовская | Ольга Разумовская |  |  | Александр Боярский (1938—1980) | Александр Боярский (1938—1980) | Александр Боярский (1938—1980) | Александр Боярский (1938—1980) | Александр Боярский (1938—1980) | Александр Боярский (1938—1980) |  |  | Михаил Боярский (род. 1949)      | Михаил Боярский (род. 1949)      | Михаил Боярский (род. 1949)      | Михаил Боярский (род. 1949)      | Михаил Боярский (род. 1949)      | Михаил Боярский (род. 1949)      |  |  | Лариса Луппиан (род. 1953)     | Лариса Луппиан (род. 1953)     | Лариса Луппиан (род. 1953)     | Лариса Луппиан (род. 1953)     | Лариса Луппиан (род. 1953)     | Лариса Луппиан (род. 1953)     |  |  | Екатерина Боярская           | Екатерина Боярская           | Екатерина Боярская           | Екатерина Боярская           | Екатерина Боярская           | Екатерина Боярская           |
|                  |                  |                  |                  |                  |                  |  |  |                   |                   |                   |                   |                   |                   |  |  |                                |                                |                                |                                |                                |                                |  |  |                                  |                                  |                                  |                                  |                                  |                                  |  |  |                                |                                |                                |                                |                                |                                |  |  |                              |                              |                              |                              |                              |                              |
|                  |                  |                  |                  |                  |                  |  |  |                   |                   |                   |                   |                   |                   |  |  |                                |                                |                                |                                |                                |                                |  |  |                                  |                                  |                                  |                                  |                                  |                                  |  |  |                                |                                |                                |                                |                                |                                |  |  |                              |                              |                              |                              |                              |                              |
|                  |                  |                  |                  |                  |                  |  |  |                   |                   |                   |                   |                   |                   |  |  | Екатерина Боярская (род. 1978) | Екатерина Боярская (род. 1978) | Екатерина Боярская (род. 1978) | Екатерина Боярская (род. 1978) | Екатерина Боярская (род. 1978) | Екатерина Боярская (род. 1978) |  |  | Сергей Боярский (род. 1980)      | Сергей Боярский (род. 1980)      | Сергей Боярский (род. 1980)      | Сергей Боярский (род. 1980)      | Сергей Боярский (род. 1980)      | Сергей Боярский (род. 1980)      |  |  | Елизавета Боярская (род. 1985) | Елизавета Боярская (род. 1985) | Елизавета Боярская (род. 1985) | Елизавета Боярская (род. 1985) | Елизавета Боярская (род. 1985) | Елизавета Боярская (род. 1985) |  |  | Максим Матвеев (род. 1982)   | Максим Матвеев (род. 1982)   | Максим Матвеев (род. 1982)   | Максим Матвеев (род. 1982)   | Максим Матвеев (род. 1982)   | Максим Матвеев (род. 1982)   |
|                  |                  |                  |                  |                  |                  |  |  |                   |                   |                   |                   |                   |                   |  |  | Екатерина Боярская (род. 1978) | Екатерина Боярская (род. 1978) | Екатерина Боярская (род. 1978) | Екатерина Боярская (род. 1978) | Екатерина Боярская (род. 1978) | Екатерина Боярская (род. 1978) |  |  | Сергей Боярский (род. 1980)      | Сергей Боярский (род. 1980)      | Сергей Боярский (род. 1980)      | Сергей Боярский (род. 1980)      | Сергей Боярский (род. 1980)      | Сергей Боярский (род. 1980)      |  |  | Елизавета Боярская (род. 1985) | Елизавета Боярская (род. 1985) | Елизавета Боярская (род. 1985) | Елизавета Боярская (род. 1985) | Елизавета Боярская (род. 1985) | Елизавета Боярская (род. 1985) |  |  | Максим Матвеев (род. 1982)   | Максим Матвеев (род. 1982)   | Максим Матвеев (род. 1982)   | Максим Матвеев (род. 1982)   | Максим Матвеев (род. 1982)   | Максим Матвеев (род. 1982)   |
|                  |                  |                  |                  |                  |                  |  |  |                   |                   |                   |                   |                   |                   |  |  |                                |                                |                                |                                |                                |                                |  |  |                                  |                                  |                                  |                                  |                                  |                                  |  |  |                                |                                |                                |                                |                                |                                |  |  |                              |                              |                              |                              |                              |                              |
|                  |                  |                  |                  |                  |                  |  |  |                   |                   |                   |                   |                   |                   |  |  |                                |                                |                                |                                |                                |                                |  |  |                                  |                                  |                                  |                                  |                                  |                                  |  |  |                                |                                |                                |                                |                                |                                |  |  |                              |                              |                              |                              |                              |                              |
|                  |                  |                  |                  |                  |                  |  |  |                   |                   |                   |                   |                   |                   |  |  | Екатерина Боярская (род. 1998) | Екатерина Боярская (род. 1998) | Екатерина Боярская (род. 1998) | Екатерина Боярская (род. 1998) | Екатерина Боярская (род. 1998) | Екатерина Боярская (род. 1998) |  |  | Александра Боярская (род. 2008)  | Александра Боярская (род. 2008)  | Александра Боярская (род. 2008)  | Александра Боярская (род. 2008)  | Александра Боярская (род. 2008)  | Александра Боярская (род. 2008)  |  |  | Андрей Матвеев (род. 2012)     | Андрей Матвеев (род. 2012)     | Андрей Матвеев (род. 2012)     | Андрей Матвеев (род. 2012)     | Андрей Матвеев (род. 2012)     | Андрей Матвеев (род. 2012)     |  |  | Григорий Матвеев (род. 2018) | Григорий Матвеев (род. 2018) | Григорий Матвеев (род. 2018) | Григорий Матвеев (род. 2018) | Григорий Матвеев (род. 2018) | Григорий Матвеев (род. 2018) |

## Роли в театре

### Рижский театр русской драмы
- 1964 — «Егор Булычов и другие» Максима Горького — Яков Лаптев
- 1965 — «Вестсайдская история» Артура Лорентса и Леонарда Бернстайна — Чино
- 1967 — «Разорванный рубль» Сергея Антонова и Оскара Ремеза — Пастухов
- 1967 — «Ночная повесть» К. Хоиньского — Парень
- 1968 — «Девятый праведник» Ежи Юрандота — Иоас
- 1969 — «Человек из Ламанчи» Д. Вассермана и Д. Дэриона — Анселмо
- 1970 — «На дне» Максима Горького — Актёр
- 1971 — «Телевизионные помехи» Кароя Сакои — Эмберфи
- 1972 — «Жанна д’Арк» Андрея Упита — Дофин
- 1973 — «Алкор и Мона» С. Ману по пьесе М. Себастьяна «Безымянная звезда» — Учитель
- 1974 — «Беседы с Сократом» Эдварда Радзинского — Мелет
- 1976 — «Цилиндр» Эдуардо де Филиппо — Антонио
- 1976 — «Утиная охота» Александра Вампилова — официант
- 1977 — «Король Лир» Уильяма Шекспира — герцог Корнуэльский
- 1978 — «Земляничная поляна» Ингмара Бергмана — Эвалд
- 1978 — «Убийца» по роману Ф. М. Достоевского «Преступление и наказание» — Раскольников
- 1979 — «Вишнёвый сад» А. П. Чехова — Гаев
- 1979 — «История лошади» по повести Л. Н. Толстого «Холстомер» — князь Серпуховский
- 1980 — «Дни портных в Силмачах» Рудольфа Блауманиса — Абрам

## Фильмография
- 1967 — Армия «Трясогузки» снова в бою — адъютант Свиридова
- 1970 — Стреляй вместо меня — офицер
- 1972 — Последний форт — Иосиф Каминский
- 1972 — Петерс — Александрович
- 1973 — Олег и Айна — Жарковский
- 1978 — Плата за истину — Эмиль Ру
- 1981 — На грани веков — Крашевский